# Eschweilera cyathiformis
Eschweilera cyathiformis är en tvåhjärtbladig växtart som beskrevs av Scott A. Mori. Eschweilera cyathiformis ingår i släktet Eschweilera och familjen Lecythidaceae. Inga underarter finns listade i Catalogue of Life.